# Traduire (film)
Pour plus de détails, voir Fiche technique et Distribution.
Traduire est un film franco-israélien réalisé par Nurith Aviv et sorti en 2011.

## Fiche technique
- Titre : Traduire
- Réalisation : Nurith Aviv
- Scénario : Nurith Aviv
- Photographie : Nurith Aviv
- Son : Nicolas Joly
- Montage : Effi Weiss
- Musique : Werner Hasler
- Production : Les Films d'ici - Laila Films
- Pays  :  France -  Israël
- Durée : 70 minutes
- Date de sortie : France - 19 janvier 2011